# Боно, Чез
Чез Са́льваторе Бо́но (англ. Chaz Salvatore Bono, имя при рождении — Че́стити Сан Бо́но (англ. Chastity Sun Bono); род. 4 марта 1969, Лос-Анджелес, Калифорния, США) — американский ЛГБТ-правозащитник, писатель, актёр и музыкант, единственный ребёнок в семье Сонни Боно и певицы Шер. В 2010 году Чез Боно начал коррекцию пола на мужской и сменил имя.

## Биография
Честити Сан Боно родился 4 марта 1969 года в Лос-Анджелесе, штат Калифорния. Он единственный общий ребёнок Шер и Сонни Боно, создавших дуэт «Сонни и Шер». Боно часто появлялся в шоу родителей в роли маленького ребёнка. Его имя, данное при рождении, отсылает к фильму Chastity (англ.), созданного Сонни, в котором Шер сыграла бисексуальную женщину по имени Честити.
Боно совершил каминг-аут как лесбиянка в 18 лет. В книге Family Outing он пишет, что осознал себя не таким, как все, в возрасте 13 лет.

## Музыкальная карьера
Боно начал музыкальную карьеру в группе Ceremony, которая в 1993 году выпустила единственный альбом, Hang Out Your Poetry. В группе Боно был вокалистом, играл на акустической гитаре и ударных. В написании песен для группы принимал участие сам Боно, участники группы и продюсер Марк Хадсон, а в записи альбома не использовались цифровые эффекты для создания стиля 60-х. Синглами с альбома стали песни «Could’ve Been Love» и «Ready for Love».

## ЛГБТ-активизм
В апреле 1995 года в интервью ЛГБТ-журналу The Advocate Боно объявил, что является лесбиянкой. В книге 1998 года Family Outing он подробно рассказал, как совершил каминг-аут: «Моя жизнь приобрела политическую окраску, которая позволила мне быть лесбиянкой, женщиной и личностью». В этой же книге Боно написал, что Шер, которая была гей-иконой и союзником ЛГБТ, через год после признания своего ребенка, согласилась «появиться на обложке The Advocate как гордая мать дочери-лесбиянки». С тех пор Шер стала ярым борцом за права ЛГБТ.
Отношения с отцом Боно стали напряженными после того, как он стал конгрессменом от республиканской партии в Калифорнии. Различия их политических взглядов отдалили их, и они не разговаривали в течение более года до гибели Сонни на лыжах в январе 1998 года.
Боно работал автором в журнале The Advocate. Как общественный деятель он стал представителем Кампании за права человека, поддерживал Национальный день каминг-аута, кампанию за переизбрание Билла Клинтона на пост президента США, выступал против закона о защите брака и работал медиа-директором в Альянсе геев и лесбиянок против диффамации (ГЛААД). В 2006 году Боно был капитаном команды в реалити-шоу по похудению Celebrity Fit Club 3. На протяжении шоу ему помогала его девушка Дженнифер Элиа, которая организовывала тренинги и тренировки.

## Трансгендерный переход

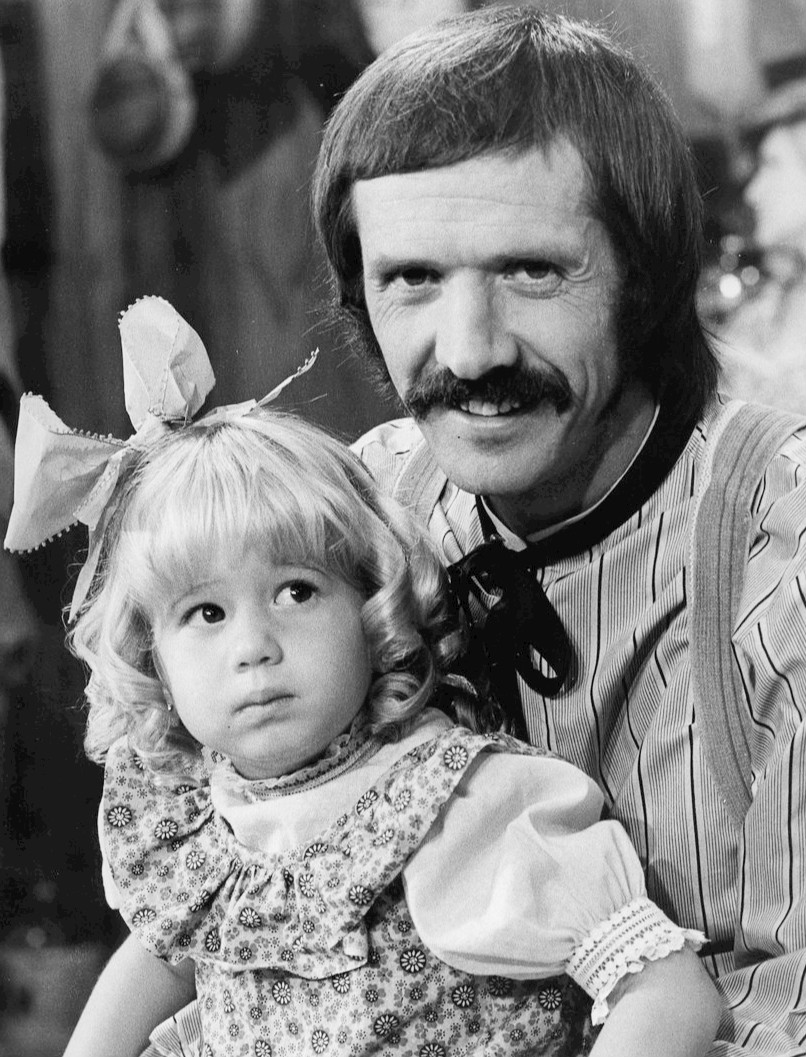
Сонни и Честити Боно в 1974 году

В середине 2008 года Боно совершил каминг-аут как трансгендерный мужчина. В июне 2009 года агент Боно объявил, что Честити сменит имя на Чез. ЛГБТ-организации ГЛААД и Empowering Spirits Foundation поддержали Боно в его действиях. 8 мая 2010 года суд Калифорнии удовлетворил просьбу Боно о смене гендерного маркера и имени в паспорте. Он взял имя Чез Сальваторе Боно в честь своих родителей.
Боно снял документальный фильм Becoming Chaz о своём трансгендерном переходе, премьера которого состоялась на кинофестивале «Сандэнс» в 2011 году. Телеканал Опры Уинфри OWN приобрёл права на фильм и показал его в эфире 10 мая 2011 года.
В сентябре 2011 года Боно стал участником 13-го сезона американской версии шоу «Танцы со звёздами» в паре с профессиональной бальной танцовщицей Лейси Швиммер. Дуэт выбыл из проекта 25 октября 2011 года.
Его книга «Transition: Becoming Who I Was Always Meant to Be» была опубликована в 2012 году, что делает Боно первым человеком армянского происхождения, опубликовавшим мемуары о том, каково это — быть открытым трансгендерным мужчиной.

## Фильмография
| Год       |   | Русское название                    | Оригинальное название          | Роль                    |
| --------- | - | ----------------------------------- | ------------------------------ | ----------------------- |
| 1976—1977 | с | Час комедии с Сонни и Шер           | The Sonny & Cher Comedy Hour   | постоянная роль         |
| 1994      | ф | В баре только девушки               | Bar Girls                      | Скорп                   |
| 1997      | с | Эллен                               | Ellen                          | ведущая                 |
| 2004      | ф |                                     | Fronterz                       |                         |
| 2016      | с | Американская история ужасов: Роанок | American Horror Story: Roanoke | Лот Полк / Брайан Уэллс |
| 2017      | с | Американская история ужасов: Культ  | American Horror Story: Cult    | Гэри Лонгстрит          |